# Puniske Krige
De Puniske Krige var en række krige der fandt sted mellem 264 f.Kr. til 146 f.Kr., og som blev udkæmpet mellem de to daværende regionale stormagter i den vestlige del af Middelhavet: den Romerske Republik og det Karthagiske Rige. Der fandt samlet tre krige sted mellem de to stormagter – både til lands og til vands – som forgik på tværs af hele det vestlige Middelhavsområde og omfattede samlet set 43 års krigsførelse. De Puniske Krige anses også for at omfatte det fire år lange oprør mod Karthago, der udbrød i forlængelse af den Første Puniske Krig i 241 f.Kr. Alle krigene resulterede i enorme materielle og menneskelige tab på begge sider.
Den Første Puniske Krig udbrød på Middelhavsøen Sicilien i 264 f.Kr., da Roms ekspansion begyndte at trænge ind på Karthagos indflydelsessfære på øen. Ved krigens begyndelse var Karthago den dominerende magt i det vestlige Middelhav med et omfattende maritimt imperium, mens Rom var en hurtigt voksende magt i Italien med en stærk hær – men ingen flåde. Kampene fandt primært sted på Sicilien og dets omkringliggende farvande samt i Nordafrika, Korsika og Sardinien. Krigen varede i 23 år (indtil 241 f.Kr.) da karthaginerne blev besejret. I henhold til Lutatius-traktaten (fra 241 f.Kr., men ændret i 237 f.Kr.) skulle Karthago betale store reparationer, ligesom Sicilien blev annekteret af Rom som en romersk provins. Krigens afslutning udløste et stort – men i sidste ende mislykket – internt oprør i det Karthagiske Rige. Dette oprør blev kendt som Lejesoldatskrigen.
Den Anden Puniske Krig begyndte i 218 f.Kr., hvor den karthaginske general Hannibal bl.a. krydsede Alperne og invaderede det italienske fastland. Denne ekspedition havde indledningsvis betydelig succes, hvor karthaginerne kæmpede i Italien i 14 år, inden de i sidste ende trak sig tilbage til deres hjemland, Karthago. Samtidig med Hannibals invasion af den Italienske Halvø, pågik der omfattende kampe i Iberien (det moderne Spanien og Portugal), Sicilien, Sardinien og Nordafrika. Den vellykkede romerske invasion af det karthaginske hjemland i Nordafrika i 204 f.Kr. var i sidste ende medvirkende til, at Hannibal blev tilbagekaldt. Hannibal blev dog besejret i forbindelse med Slaget ved Zama i 202 f.Kr. af den romerske general Scipio Africanus, hvorefter Karthago søgte om fred. En traktat blev aftalt i 201 f.Kr., som fratog Karthago dets oversøiske territorier og nogle af dets afrikanske, pålagde Karthago store reparationer, lagde begrænsninger på dets væbnede styrker og forbød Karthago at føre krig uden Roms tilladelse. Dette fik Karthago til at ophøre med at være en militær trussel.
Roms afrikanske allierede, kong Masinissa af Numidien, udnyttede efterfølgende det forbud – som Karthago var blevet pålagt af romerne i forbindelse med den fredstraktaten – om ikke at føre krig. Masinissa plyndrede og erobrede således gentagne gange, uden konsekvenser, karthagisk territorium. I 149 f.Kr. sendte Karthago dog en hær under ledelse af Hasdrubal mod Masinissa, til trods for den indgået traktat. Rom brugte denne (ulovlige) militæraktion som påskud til at forberede en straffeekspedition. Den Tredje Puniske Krig begyndte således senere i 149 f.Kr., da en stor romersk hær landede i Nordafrika og belejrede Karthago. I foråret 146 f.Kr. indledte romerne deres endelige angreb, hvor de systematisk ødelagde byen og dræbte dens indbyggere. 50.000 overlevende blev efterfølgende solgt som slaver. De tidligere karthagiske områder blev derefter overtaget, og en del af den romerske provins Africa. Der gik et århundrede, før stedet hvor byen Karthago blev genopbygget som en romersk by.

## Primære kilder
Hovedkilden til næsten alle aspekter af de Puniske Krige er historikeren Polybios (ca. 200 – ca. 118 f.Kr.), som var en græker, der blev sendt til Rom i 167 f.Kr. som gidsel. Hans værker inkluderer en nu tabt manual om militær taktik, men han er i dag mest kendt for værket "Historierne" (engelsk:The Histories), skrevet engang efter 146 f.Kr. Karthagiske skriftlige kilder blev ødelagt sammen med deres hovedstad, Karthago, i 146 f.Kr. og Polybios' beretning om de Puniske Krige er derfor baseret på flere – i dag forsvundne/mistet – græske og latinske kilder.
Polybios var en analytisk historiker og interviewede – så vidt muligt – personligt deltagere i de begivenheder, som han skrev om. Moderne historikere mener, at Polybios har behandlet Scipio Aemilianus (hans personlige protektor/mæcen og ven) uforholdsmæssigt gunstigt. Det til trods er konsensusen blandt moderne historikere stadig, at Polybios' værk generelt kan anses for objektivt og stort set neutralt i forhold til karthagiske og romerske synspunkter. Den moderne historiker Andrew Curry mener, at "Polybios viser sig at [være] ret pålidelig"; mens Craige Champion beskriver ham som "en bemærkelsesværdig velinformeret, flittig og indsigtsfuld historiker". Detaljerne om krigen i moderne kilder er i vid udstrækning baseret på fortolkninger af Polybios' beretning.
Den romerske historiker Livius' beretning bruges ofte af moderne historikere, når der ikke eksisterer nogle beretninger fra Polybios. Livius' (59 f.Kr. – 17 e.Kr.) beretninger ligger sig tæt på Polybios' beretninger, omend de er skrevet på en mere struktureret måde, med flere detaljer om romersk politik, og desforuden var Livius' beretninger åbenlyst pro-romersk. Hans beretninger om militære sammenstød er dog ofte påviseligt ukorrekte og unøjagtige. Historikeren Adrian Goldsworthy siger således, at Livius' "pålidelighed ofte er tvivlsom",, mens historikeren Philip Sabin henviser til Livius' "militære uvidenhed".
Senere beretninger om krigene fra antikken findes også i fragmentarisk eller opsummerende form. Moderne historikere tager normalt højde for skrifterne fra forskellige romerske annalister – nogle samtidige. Herunder den sicilianske græker Diodorus Siculus, og de senere romerske historikere Plutarch, Appian og Dio Cassius. Goldsworthy skriver dog, at "Polybios' beretning er normalt at foretrække, når den afviger fra nogen af vores andre beretninger". Andre kilder omfatter mønter, indskrifter, arkæologiske fund samt empiriske fund fra rekonstruktioner.

## Første Puniske Krig (264 – 241 f.Kr.)
Meget af den Første Puniske Krig (264 – 241 f.Kr.) blev hovedsageligt udkæmpet på, eller i farvandene nær, Sicilien. På land gjorde Siciliens bakkede og ru terræn manøvrering af store styrker vanskelig og tilskyndede derfor defensive strategier. Landeoperationerne var stort set begrænset til razziaer, belejringer og lignende. I 23 års krig på Sicilien var der kun to større slag.

### Sicilien, 264–257 f.Kr.
Krigen begyndte med, at romerne fik fodfæste på Sicilien i Messana (moderne Messina) i 264 f.Kr. De pressede derefter Syrakus – den eneste betydelige uafhængige magt på øen – til at alliere sig med dem og belejrede Karthagos vigtigste base i Akragas på sydkysten. En karthaginsk hær på 50.000 infanterisoldater, 6.000 kavaleri og 60 krigselefanter forsøgte at løfte belejringen i 262 f.Kr., men blev besejret i forbindelse med Slaget ved Akragas. Den nat slap den karthaginske garnison væk, og romerne besatte byen og solgte 25.000 af den indbyggere til slaveri.
Efter dette slag nåede landkrigen på Sicilien et dødvande, da karthagenerne fokuserede på at forsvare deres godt befæstede byer. Disse byer lå for det meste nær kysten og kunne derfor forsynes og forstærkes uden, at romerne kunne bruge deres overlegne landhær. Krigen flyttede derfor fokus til havet, hvor romerne havde ringe erfaring. Ved de få lejligheder, hvor de tidligere havde følt behov for en maritim tilstedeværelse, havde de normalt stolet på små eskadroner leveret af deres latinske eller græske allierede. Romerne byggede derfor en flåde for at udfordre Karthagos flåde, og ved hjælp af opfindelsen af corvus påførte de Karthago et stort nederlag i forbindelse med Slaget ved Mylae i 260 f.Kr. En karthaginsk base på Korsika blev besat, men et angreb på Sardinien blev afvist. Basen på Korsika gik derefter tabt. I 258 f.Kr. besejrede en romersk flåde en mindre karthaginsk flåde i forbindelse med Slaget ved Sulci ud for Sardiniens vestkyst.

### Romersk sejr, 243–241 f.Kr
Efter mere end 20 års krig var begge stater økonomisk og demografisk udmattede. Beviser på Karthagos økonomiske situation omfatter deres anmodning om et lån på 2.000 talenter fra Ptolemæiske Egypten, som blev afvist. Rom var også tæt på konkurs, og antallet af voksne mandlige borgere, der leverede arbejdskraften til flåden og legionerne, var faldet med 17 procent siden krigen begyndte. Historikeren Adrian Goldsworthy (2006) har beskrevet de romerske tab af arbejdskraft som "forfærdelige".
Romerne genopbyggede deres flåde igen i 243 f.Kr. efter at Senatet havde kontaktet Roms rigeste borgere for lån til at finansiere byggeriet. Tilbagebetaleligt til disse borger skulle ske fra de reparationer, der skulle pålægges Karthago, når krigen var vundet. Denne nye flåde blokererede effektivt de karthaginske garnisoner. Karthago samlede en flåde, der forsøgte at aflaste dem, men den blev ødelagt i Slaget ved Egadi-øerne i 241 f.Kr., hvilket tvang de afskårne karthaginske tropper på Sicilien til at forhandle om fred.
Lutatius-traktaten blev aftalt, hvorved det blev aftalt, at Karthago skulle betale 3.200 talenter sølv i reparationer, og Sicilien ville blive annekteret af Rom som en romersk provins. Polybius betragtede krigen som "den længste, mest kontinuerlige og mest hårdt bestridte krig, vi kender til i historien". Fremover betragtede Rom sig selv som den førende militære magt i det vestlige Middelhav og i stigende grad Middelhavsområdet som helhed. Den enorme indsats med gentagne gange at bygge store flåder af galejer under krigen lagde fundamentet for Roms maritime dominans, der skulle vare i 600 år.

## Mellemkrigstiden (241 – 218 f.Kr.)

### Lejesoldatskrigen (241 – 237 f.Kr.)
Lejesoldatskrigen, også kendt som den Våbenløse Krig, udbrød i 241 f.Kr. som følge af en tvist om betalingen af 20.000 udenlandske soldaters (lejesoldater) løn. Disse soldatere havde kæmpet for Karthago på Sicilien under den Første Puniske Krig. Konflikten udviklede sig til et mytteri under ledelse af Spendius og Matho. 70.000 afrikanere fra de territorier som Karthago kontrollerede strømmede til for at slutte sig til oprørerne og medbragte forsyninger og finansiering. Som følge af krigstræthed klarede Karthago sig indledningsvis dårligt, særligt under ledelse af generalen Hanno. Hamilkar Barkas – en veteran fra kampagnerne på Sicilien – fik delvis tildelt kommando over hæren i 240 f.Kr. og senere (i 239 f.Kr.) fik han tildelt den øverste kommando over hæren. Han ledte militærkampagnen med stor succes og demonstrerede indledningsvis lempelighed i et forsøg på at vinde oprørerne over. For at forhindre dette torturerede Spendius i 240 f.Kr. 700 karthaginske fanger til døde, og herefter blev krigen ført med stor brutalitet.
I begyndelsen af 237 f.Kr. – efter adskillige tilbageslag – blev oprørerne besejret, og deres byer blev bragt tilbage under karthaginsk kontrol. En ekspedition blev herefter forberedt til at genbesætte Sardinien, hvor mytteriske soldater havde slagtet alle karthaginere. Senatet i Rom erklærede herefter, at de betragtede forberedelsen af denne ekspeditionsstyrke som en krigshandlng og krævede, at Karthago afgav Sardinien og Korsika og betalte en yderligere krigsskadeerstatning på 1.200 talenter. Efter at have været svækket af 30 års krig, accepterede Karthago disse betingelser fremfor at indlede en ny konflikt med Rom. Polybios betragtede dette som "i strid med al retfærdighed", og moderne historikere har på forskellig vis beskrevet romernes opførsel som "uprovokeret aggression og traktatbrud", "skamløst opportunistisk" og en "uskrupuløs handling". Disse begivenheder øgede hadet mod Rom i Karthago, som ikke var forsonet med Roms opfattelse af sin situation. Dette brud på den nyligt underskrevne traktat (se Lutatius-traktaten) betragtes af moderne historikere som den største enkeltårsag til, at krigen med Karthago brød ud igen i 218 f.Kr. i forbindelse med den Anden Puniske Krig.

### Romersk ekspansion i det Cisalpinske Gallien
Siden slutningen af den Første Puniske Krig havde den Romerske Republik også udvidet sit territorium. Foruden at udvide deres indflydelse på Sicilien, Korsika og Sardinien havde de ligeledes strammet deres greb om den Italienske Halvø ved at indtage vigtige geografiske positioner i den norlige del af halvøen. Specifikt drejede dette sig om området nord for romersk Italien på begge sider af Po-floden – et område der senere blev kendt som det Cisalpinske Gallien. 
Disse ekspansioner ledte til gentagne krige mellem romerne og de lokale galliske stammer i området, såsom boierne, insubrerne og cenomanerne. Romerne var fast besluttede på at øge deres grænser helt op til Alperne, og forsøgte gentagende gange aggressivt at kolonisere dette territorium. Det lykkes gradvist romerne at sikre sig de forskellige galliske stammer underkastelse af romerske hegemoni. Selvom gallerne i 222 f.Kr. blandt andet sendte en delegation til Senatet i Rom og tryglede romerne om fred, forsatte romerne deres frembrusning i det Cisalpinske Gallien. I 218 f.Kr. udvidede romerne således igen deres territorium endnu længere nordpå og etablerede to nye byer eller "kolonier" på Po-floden og approprierede store områder af det bedste land i området. De fleste lokale gallere i området nærede vrede over denne romerske frembrusning.

### Karthagisk ekspansion i Iberia (237 – 218 f.Kr.)
Efter Hamilkar havde nedkæmpet oprørerne under Lejesoldatskrigen indså han, at Karthago havde brug for at styrke sin økonomiske og militære base, hvis det skulle konfrontere den Romerske Republik igen. Karthagos besiddelser i Iberia (moderne Spanien og Portugal) var på dette tidspunkt begrænset til en håndfuld velstående kystbyer i syd. Hamilkar ledte derfor den hær, som han havde ledet under Lejesoldatskrigen, til Iberia i 237 f.Kr. og dannede en quasi-monarkisk/autonom stat i det sydlige og østlige Iberia. Dette gav Karthago sølvminer, landbrugsrigdom, arbejdskraft, militære faciliteter (såsom skibsværfter) og territorial dybde til at stå op mod eventuelle fremtidige romerske krav. Hamilkar regerede som vicekonge frem til sin død i 228 f.Kr., hvorefter han først blev efterfulgt af sin svigersøn, Hasdrubal, og senere sin søn, Hannibal, i 221 f.Kr.
I 226 f.Kr. blev Ebro-traktaten indgået mellem den Romerske Republik og Karthago, der specificerede Ebro-floden som den nordlige grænse for den karthaginske indflydelsessfære i Iberia. Hannibal førte fra 221 f.Kr. en militærkampagne, der resulterede i, at han fik underlagt hele Iberia syd for Ebro – med undtage af byen Saguntum. Saguntum havde en separat aftale og alliance med den Romerske Republik, hvilket medførte, at Hannibal forbigik byen, da den var under Roms beskyttelse – og Hannibal var på dette tidspunkt endnu ikke klar til at indlede en krig med Rom.

## Anden Puniske Krig (218 – 201 f.Kr.)
Den anden puniske krig varede fra 218 til 201 f.Kr.. Forinden havde Karthagos med general Hannibal ekspanderet kraftigt på den iberiske halvø. Krigen er mest berømt for Hannibals togt over Alperne med elefanter og hans sejre over romerne 218-216 f.Kr., især slaget ved Cannae 216 f.Kr.. Krigen endte dog med Roms sejr, der fratog Kartago alle besiddelser pånær landområdet omkring selve byen i Nordafrika.

## Tredje Puniske Krig (149 – 146 f.Kr.)
Den tredje puniske krig mellem 149 og 146 f.Kr. var en lang belejring af Karthago og endte med byens fuldstændige ødelæggelse.

## Udsagn
Den romerske politiker Cato den Ældre er berømt for sit udsagn "Ceterum censeo Carthaginem esse delendam" ("Desuden mener jeg, Karthago bør ødelægges")  mellem anden og tredje puniske krig.